# Can Raventós (Sarrià)
Can Raventós o Can Nadal és una casa-torre situada al carrer de Bonaplata de Sarrià (Barcelona), catalogada com a bé amb elements d'interès (categoria C) i inclosa a l'Inventari del Patrimoni Arquitectònic de Catalunya.

## Història

### Can Vidal
Segons la documentació conservada, la casa-torre va ser construïda pel comerciant Giovanni (Joan) Bacigalupi i Ottone (†1817). El 1837, el seu fill Serafí Bacigalupi i Litta va vendre la finca al comerciant Bartomeu Vidal i Mayol (1776-1841), que en morir va deixar com a hereus universals els seus fills Bartomeu (1822-1877) i Josep Rufí Vidal i Nadal (1826-1866), i la seva víuda Marianna Nadal i Ferrater (1793-1870) com a usufructuària.
El 1842, aquesta va comprar al pagès Pere Nanot i Tocavent i al seu fill Jaume Nanot i Balasch una prat de la seva finca, i el 1852, la major part de la resta fins al carrer de les Calàndries. El 1865, l'apoderat de Marianna Nadal va demanar permís per a construir una galeria adossada a la casa del carrer Major o de Barcelona, 56, segons el projecte del mestre d'obres Rupert Mateu. Segons les cartes de pagament, hi intervingueren el paleta Fidel Puig i Gadaló, i el serraller Antoni Vallet i Padreny.

### Can Nadal
El 1875, i després de diverses negociacions, Consol de Moragas i de Quintana, vídua de Josep Rufí Vidal (que havia mort el 1866 deixant una filla menor d'edat, Consol Vidal i de Moragas), va vendre la seva meitat de la propietat a l'hisendat i polític Josep Maria de Nadal i Vilardaga (1845-1908), net del comerciant Joan Nadal i Ferrater, que poc abans havia comprat la de Bartomeu. Tot seguit, el nou propietari va demanar permís per a obrir-hi una porta al carrer.
El cardenal Casañas era un visitant assidu a la casa, i assistí espiritualment Josep Maria de Nadal a la seva mort el 1908. Aleshores, la propietat va passar a mans d'un dels seus fills, Josep Maria de Nadal i Ferrer (germà de l'advocat i polític Joaquim Maria de Nadal i Ferrer), que el 1917 va demanar permís per a enderrocar la teulada i les golfes i substituir-les per un terrat.

### Can Raventós
El 1941, la vídua Concepció Baixeras i Felip va vendre la finca a Montserrat Raventós i d'Espona. El 1943, el seu pare Magí Raventós i Fatjó (1897-1971) va demanar permís per a reformar la casa, segons el projecte de l'arquitecte Ramon Raventós. Entre altres coses, es va tapiar la galeria i la porta oberta el 1875. Uns anys més tard, el 1947, es va construir un bloc de pisos a l'extrem septentrional, que es va segregar de la resta de la finca (Bonaplata, 42).
Després de diverses vicissituds, i amb l'oposició veïnal representada per la plataforma «Defensem Can Raventós», el 2020 es va aprovar el «PEIMU per a l'ordenació de la parcel·la amb front als carrers Bonaplata 44-52 i Fontcoberta 16-24 de Barcelona», promogut per la immobiliària Bigdal 5000 SL i que preveu la construcció de dos blocs de pisos al jardí que envolta la casa.

## Descripció
Té planta quadrada, i és de planta baixa i dos pisos, coberta amb un terrat envoltat per una balustrada. Té dos cossos annexes més baixos, dedicats també a habitatge.